# José Alberto Medrano
José Alberto Medrano (2 de novembro de 1917 - 23 de março de 1985) foi um general salvadorenho que, a partir dos anos 1960, chefiou a Agência Nacional de Segurança Salvadorenha (ANSESAL) e a Organização Democrática Nacionalista (ORDEN), um grupo paramilitar apoiado pelos Boinas Verdes. A ORDEN foi posteriormente acusada pela Anistia Internacional de usar "terror clandestino contra oponentes do governo".